# カルヴィ・デッルンブリア
カルヴィ・デッルンブリア（伊: Calvi dell'Umbria）は、イタリア共和国ウンブリア州テルニ県にある、人口約1,700人の基礎自治体（コムーネ）。

## 地理

### 位置・広がり
テルニ県南東部のコムーネ。

#### 隣接コムーネ
隣接するコムーネは以下の通り。括弧内のRIはリエーティ県、VTはヴィテルボ県所属を示す。
- コンフィーニ (RI)
- ガッレーゼ (VT)
- マリアーノ・サビーナ (RI)
- モンテブオーノ (RI)
- ナルニ
- オトリーコリ
- ストロンコーネ
- トッリ・イン・サビーナ (RI)
- ヴァコーネ (RI)

### 気候分類・地震分類
カルヴィ・デッルンブリアにおけるイタリアの気候分類 (it) および度日は、zona D, 2095 GGである。
また、イタリアの地震リスク階級 (it) では、zona 2 (sismicità media) に分類される。

## 行政

### 分離集落
カルヴィ・デッルンブリアには以下の分離集落（フラツィオーネ）がある。
- Piloni, Poggiolo, Santa Maria della Neve

## 姉妹都市
- パイティング、ドイツ